# Saint-Majorique-de-Grantham
Saint-Majorique-de-Grantham est une municipalité de paroisse dans la municipalité régionale de comté de Drummond au Québec (Canada), située dans la région administrative du Centre-du-Québec. 

## Toponymie
Elle est nommée en l'honneur de l'abbé Majorique-Pierre Marchand et du baron William Grant.

## Géographie
La rivière Saint-François délimite le nord-est de la municipalité en coulant vers le sud-ouest.
La rivière aux Vaches, un affluent de la rivière Saint-François, la traverse du sud au nord en passant à l'ouest de l'agglomération.

## Démographie

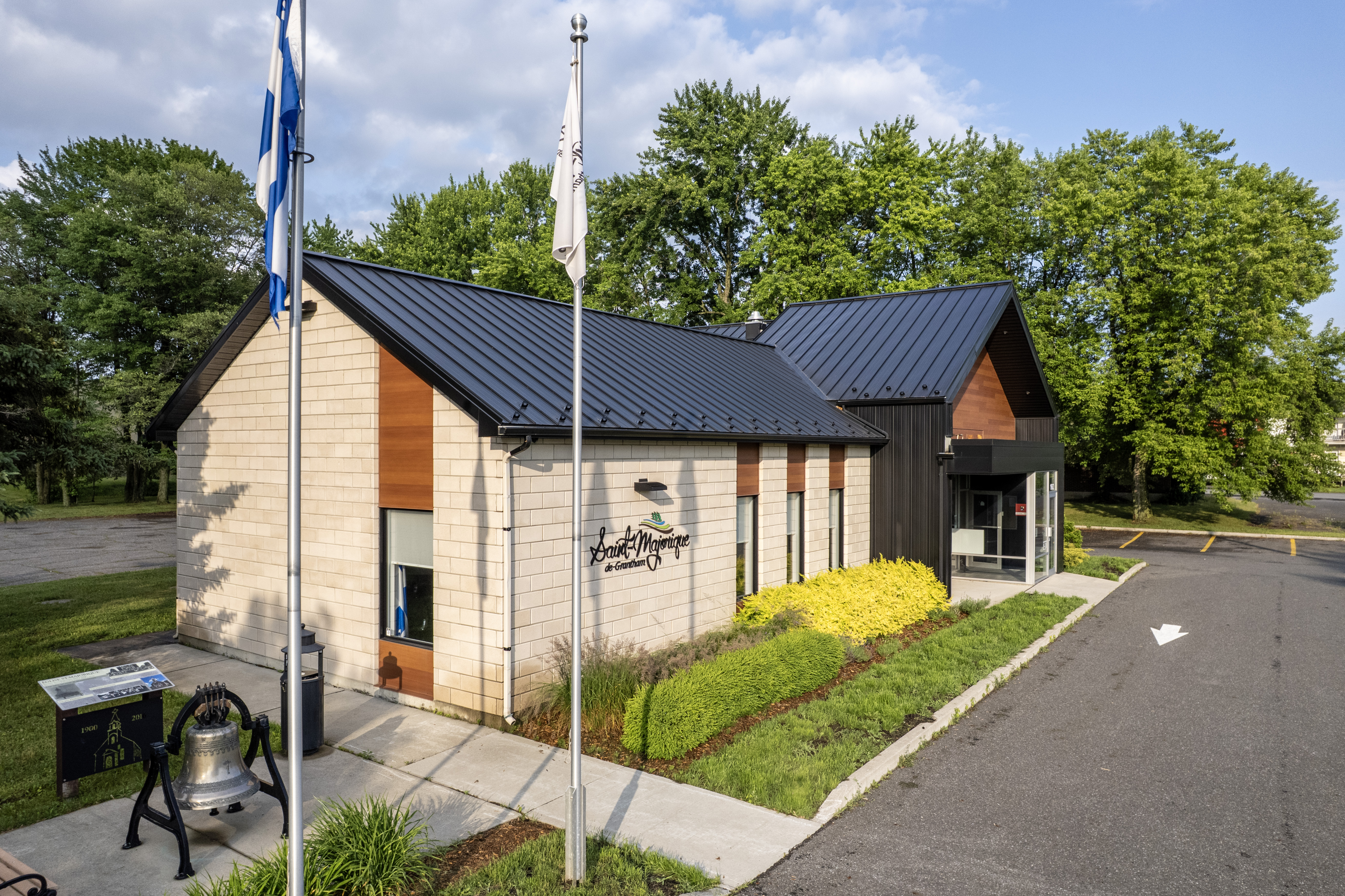
Bureau municipal de Saint-Majorique.

| 1991 | 1996 | 2001 | 2006  | 2011  | 2016  | 2021  |
| ---- | ---- | ---- | ----- | ----- | ----- | ----- |
| 872  | 871  | 952  | 1 136 | 1 251 | 1 388 | 1 384 |

| Language            | Population | Pct (%) |
| ------------------- | ---------- | ------- |
| Français seulement  | 1,100      | 98.22%  |
| Anglais seulement   | 10         | 0.89%   |
| Français et anglais | 10         | 0.89%   |
| Autres langues      | 0          | 0.00%   |

## Administration
Les élections municipales se font en bloc pour le maire et les six conseillers.
| Saint-Majorique-de-Grantham Maires depuis 2003                                                                       |                 |         |          |
| Élection | Maire           | Qualité | Résultat |
| 2003 | Jacques Joyal   |         | Voir     |
| 2005 | Pierre Delcourt |         | Voir     |
| 2009 | Réjean Rodier   |         | Voir     |
| 2013 | Robert Boucher  |         | Voir     |
| 2017 | Line Fréchette  |         | Voir     |
| 2021 | Line Fréchette  | Voir    |          |
| Élection partielle en italique Depuis 2005, les élections sont simultanées dans toutes les municipalités québécoises |                 |         |          |